# Otto VIII Wittelsbach
Otto VIII Wittelsbach (ur. przed 1180; zm. 7 marca 1209 w Oberndorf koło Ratyzbony) – palatyn Bawarii.
Otto VIII był synem palatyna Bawarii Ottona VII. Wnuk Ottona V, bratanek Ottona I (VI).
Otto VIII był po raz pierwszy wzmiankowany w 1193 r. Był sojusznikiem króla Filipa Szwabskiego, który obiecał mu swoją córkę Beatrycze za żonę. Małżeństwo nie mogło być zawarte, gdyż narzeczona była niepełnoletnia. Zapewne w 1207 Filip Szwabski zmienił zdanie i planował wydać swoją córkę za bratanka papieża Innocentego III. Za pośrednictwem króla Otto zaręczył się z Gertrudą córka Henryka Brodatego. Wkrótce jednak zaręczyny zostały zerwane pod wpływem listu Filipa Szwabskiego do Henryka Brodatego, w którym ostrzegał przed wybuchowym charakterem i okrucieństwem przyszłego zięcia. Otton poprzysiągł monarsze zemstę i 21 czerwca 1208 w Bambergu zamordował Filipa Szwabskiego mieczem. Mordercy udało się zbiec. Został skazany na banicję. Niespełna rok później został odnaleziony w swojej kryjówce w stodole we wsi Oberndorf nad Dunajem. Został wyzwany na pojedynek przez marszałka królestwa, Henryka von Kalden, który odrąbał mu głowę. Ciało zabójcy pochowano w szczerym polu, a głowę wrzucono do Dunaju.

## Literatura
- Zientara B., Henryk Brodaty i jego czasy, Warszawa 1997, s. 169-171.